# Babylon Revisited

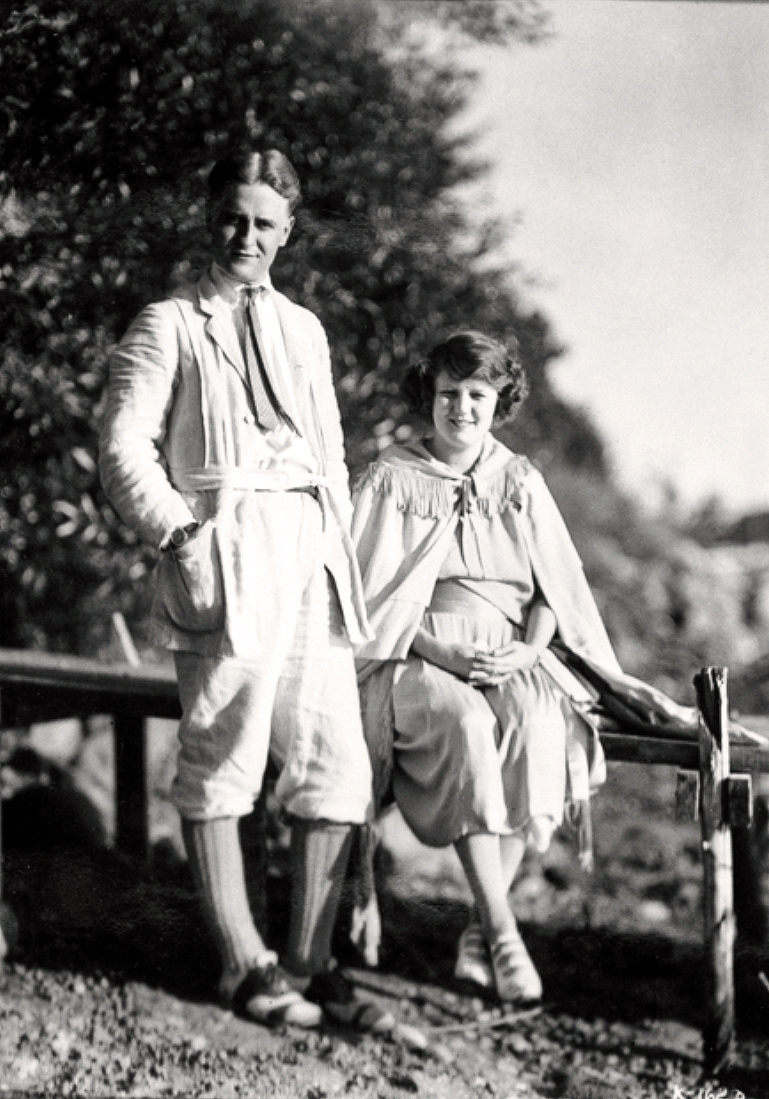
F. Scott Fitzgerald und seine Frau Zelda im September 1921

Babylon Revisited (deutsche Erstübersetzung unter dem Titel Wiedersehen mit Babylon von Walter Schürenberg, 1954) ist eine im Dezember 1930 entstandene Kurzgeschichte des amerikanischen Schriftstellers F. Scott Fitzgerald, die am 21. Februar 1931 in der Saturday Evening Post erstveröffentlicht und 1935 in die vierte und letzte zu Lebzeiten des Autors erschienene Sammlung Taps at Reveille aufgenommen wurde. Die Geschichte ist seitdem in zahlreichen Anthologien neu publiziert worden.
In der Erzählung wird der Protagonist Charlie Wales mit den Fehlern seines ausschweifenden, verantwortungslosen Lebens in den Roaring Twenties konfrontiert, die sich auch durch spätere Reue und Umorientierung in der Lebensführung nicht mehr ungeschehen machen lassen. Wales muss am Ende akzeptieren, dass sich seine Illusion von einer glücklichen Zukunft gemeinsam mit seiner kleinen Tochter nicht erfüllen wird und er als Folge seines unbedachten Handelns in der Vergangenheit nunmehr die dauerhafte Trennung von ihr hinnehmen muss.

## Inhalt

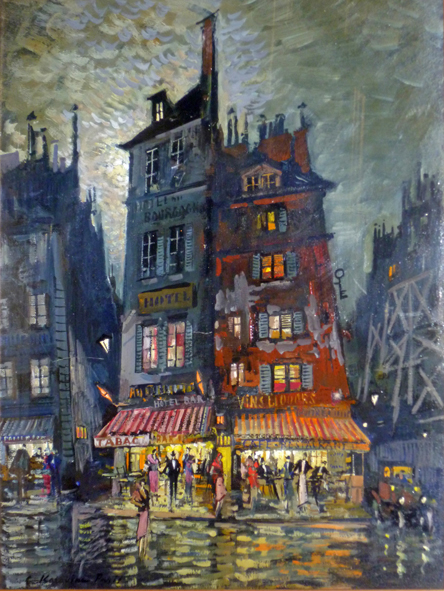
Paris um 1930, Gemälde von Korowin

Die äußere Handlung der Geschichte erscheint im Vergleich zu anderen Erzählungen oder Romanen Fitzgeralds vergleichsweise einfach. Wie viele andere Erzählungen oder Romane der als Lost Generation bezeichneten Autorengruppe spielt Babylon Revisited in Europa, nämlich im Paris des Jahres 1930. Der fünfunddreißigjährige Amerikaner Charles Wales kehrt dorthin zurück, nachdem er die Stadt anderthalb Jahre zuvor am Tiefpunkt seines Lebens verlassen hat, um jetzt seine neunjährige Tochter Honoria zu sich zurückzuholen.
Durch Börsenspekulationen war er in den 20er Jahren zu plötzlichem Reichtum gelangt, hatte mit seiner Ehefrau Helen die USA verlassen und in Paris ein ausschweifendes, genusssüchtiges und verantwortungsloses Leben geführt, das nach dem Börsencrash mit dem Verlust seines Vermögens und dem Tod seiner Frau endete. Aus Eifersucht sperrte er Helen eines Nachts aus. Nur spärlich bekleidet suchte diese in jener kalten Winternacht Zuflucht bei ihrer Schwester Marion Peters, erkrankte als Folge ihrer Unterkühlung an einer Lungenentzündung und verstarb nach der Rückkehr nach Vermont an einer anschließenden Herzerkrankung.
Dem letzten Wunsch seiner Frau entsprechend, willigte der damals mittellose Charles Wales, der aufgrund seiner Alkoholabhängigkeit in ein Sanatorium eingewiesen worden war, in eine Übertragung der Vormundschaft für Honoria auf seine Schwägerin Marion Peters ein. 
Obwohl seine Schwägerin ihn nach wie vor für das Unglück und den Tod ihrer Schwester Helen verantwortlich hält, gelingt es ihm nicht zuletzt aufgrund der verständnisvollen Haltung seines Schwagers Lincoln Peters, die Rückübertragung des Sorgerechts an ihn zu vereinbaren. Trotz ihrer Abneigung gegen ihn räumt Marion Peters schließlich ein, dass Charles ein neuer Mensch geworden zu sein scheint, der vom Alkoholismus geheilt ist, einen neuen Wohnsitz hat, in Prag einen bürgerlichen Beruf ausübt und in geordneten Verhältnissen lebt. Widerwillig stimmt sie daher seinem Vorhaben zu, Honoria wieder zu sich zu nehmen.
Genau zu dem Zeitpunkt, als Charles Wales seine Tochter abholen will, tauchen jedoch zwei betrunkene alte Freunde aus seiner wilden Vergangenheit auf, die einen Nervenzusammenbruch Marions verursachen und den Plan einer Zusammenführung von Vater und Tochter vereiteln, sodass er am Ende allein abreisen muss. In der Hoffnung, seine Tochter dennoch irgendwann in der Zukunft zurückgewinnen zu können, bleibt er seiner neuen Lebensführung treu und ist sich sicher, dass seine Frau Helen ihn nicht so einsam hätte sehen wollen.

## Interpretationsansatz
Mit ihrer einfachen Strukturierung auf der Ebene des äußeren Handlungsablaufs, der Beschränkung auf wenige Schauplätze, der zeitlichen Komprimierung auf drei Tage und der Gliederung in fünf Abschnitte erinnert Babylon Revisited an die Aktstruktur der klassischen Tragödie mit einem sorgfältigen Spannungsaufbau, Höhepunkt, Wende und Katastrophe.
Nach der Logik des äußeren Handlungsaufbaus erscheint der für den Protagonisten unerwartete Auftritt der betrunkenen Freunde aus der Vergangenheit zunächst als ein unglücklicher Zufall, der das Scheitern seines Vorhabens als unverdientes bzw. tragisches Schicksal erscheinen lässt. Wichtiger als das äußere ist jedoch das innere Geschehen mit der schrittweisen kritischen Aufdeckung der Vergangenheit von Charles Wales, das die scheinbar zufällige Wende im fünften Teil rechtfertigt. 
Die Schauplätze der äußeren Handlung kennzeichnen in ihrer Reihenfolge – Bar, Straße, Wohnung des Schwagers und wiederum die Bar der Anfangsszene – lediglich die unterschiedlichen Stadien einer im Wesentlichen analytischen Erzählung, die zum Einblick in die Psyche des Protagonisten führt. Nach seiner bereits zuvor erfolgten körperlichen Ernüchterung wird diese in einem Erkenntnisschock gleichsam durch die geistige Ernüchterung vervollständigt. Bereits die umfangreiche Liste der ubi sunt-Fragen in der Eingangsszene und die als „strange and portentious“ (S. 35 f., dt.: „seltsam und unheimlich“) beschriebene Stille in der Bar deuten darauf hin, dass die Gegenwart durch ein vergangenes Geschehen vorherbestimmt ist. Mit der Anspielung auf die Erwartungen der Hauptfigur in dieser Vorausdeutung wird die Aufmerksamkeit des Lesers gleichzeitig bereits zu Beginn auf die Vergangenheit gelenkt: Dem stetigen Voranschreiten der äußeren Handlung entspricht die zunehmende Enthüllung der Vergangenheit. 
Der Autor erzählt zwar formal in der dritten Person, die Erzählperspektive ist jedoch personal strikt auf die Wahrnehmung des Protagonisten beschränkt. Die dargestellte Wirklichkeit spiegelt damit die Erlebnis- und Erinnerungsabfolge des Protagonisten; in den nahezu gleichmäßig auf die fünf Abschnitte verteilten Rückwendungen wird Charles Wales‘ Konfrontation mit den Verfehlungen seiner Vergangenheit zum eigentlichen Thema dieser Kurzgeschichte: Die Hoffnungen wie auch Rückschläge in seiner gegenwärtigen Mission sind, ohne dass der Protagonist sich dessen bewusst wird, genau jene Faktoren, die die Abfolge seiner Erinnerungen und die Intensität seiner Konfrontation mit den offensichtlich verdrängten Verfehlungen seiner jüngsten Vergangenheit prägen. 
Charles Wales‘ Gegenspieler, vor allem Marion Peters, sind ungeachtet ihrer individuellen Charakterisierung und Bedeutung für den äußeren Handlungsablauf letztendlich nur Figuren, die den Prozess der Selbsterkenntnis des Protagonisten bestimmen und jene Erfahrungen wieder in sein Bewusstsein holen, die er in seiner neuen Rolle als reumütig Bekehrter für immer verbannt oder abgetan glaubte.
In der dargestellten Wirklichkeit der Erzählung ist allerdings eine auktoriale Distanz erkennbar, nämlich in der Tragödienstruktur, der dramatischen Ironie und dem subtilen Netz von Metaphern, die den Leser zum Zeugen einer inneren Handlung macht, deren Ausdeutung er selber zu leisten hat.
Die Namen der alten Freunde in Charles Wales‘ ubi sunt-Fragen in dem szenisch-dialogischen Anfangsteil der Erzählung verweisen auf deren zweifelhafte Lebensführung; so deutet beispielsweise die spezifische Sprachebene des „Snow Bird“ (S. 35, dt.: „Schneevogel“) auf das Drogenmilieu der Heroin- oder Kokainkonsumenten.
Die alten Freunde haben nach Auskunft des Barkeepers aber allesamt Geld, Gesundheit oder den Verstand verloren, während Charlie Wales sich demgegenüber als neue Person präsentiert, die – geläutert und zur Verantwortung gereift sowie von Alkohol- und Drogenabhängigkeit geheilt – nunmehr in bürgerlich-geordneten Verhältnissen lebt. Auf dem Hintergrund dieser neu gewonnenen Identität wie auch Integrität („Charles J. Wales of Prague“, S. 47) erliegt Wales der Illusion, seine bisherigen Verfehlungen ungeschehen machen zu können; wie der Protagonist in The Great Gatsby hofft er auf eine „second chance“.

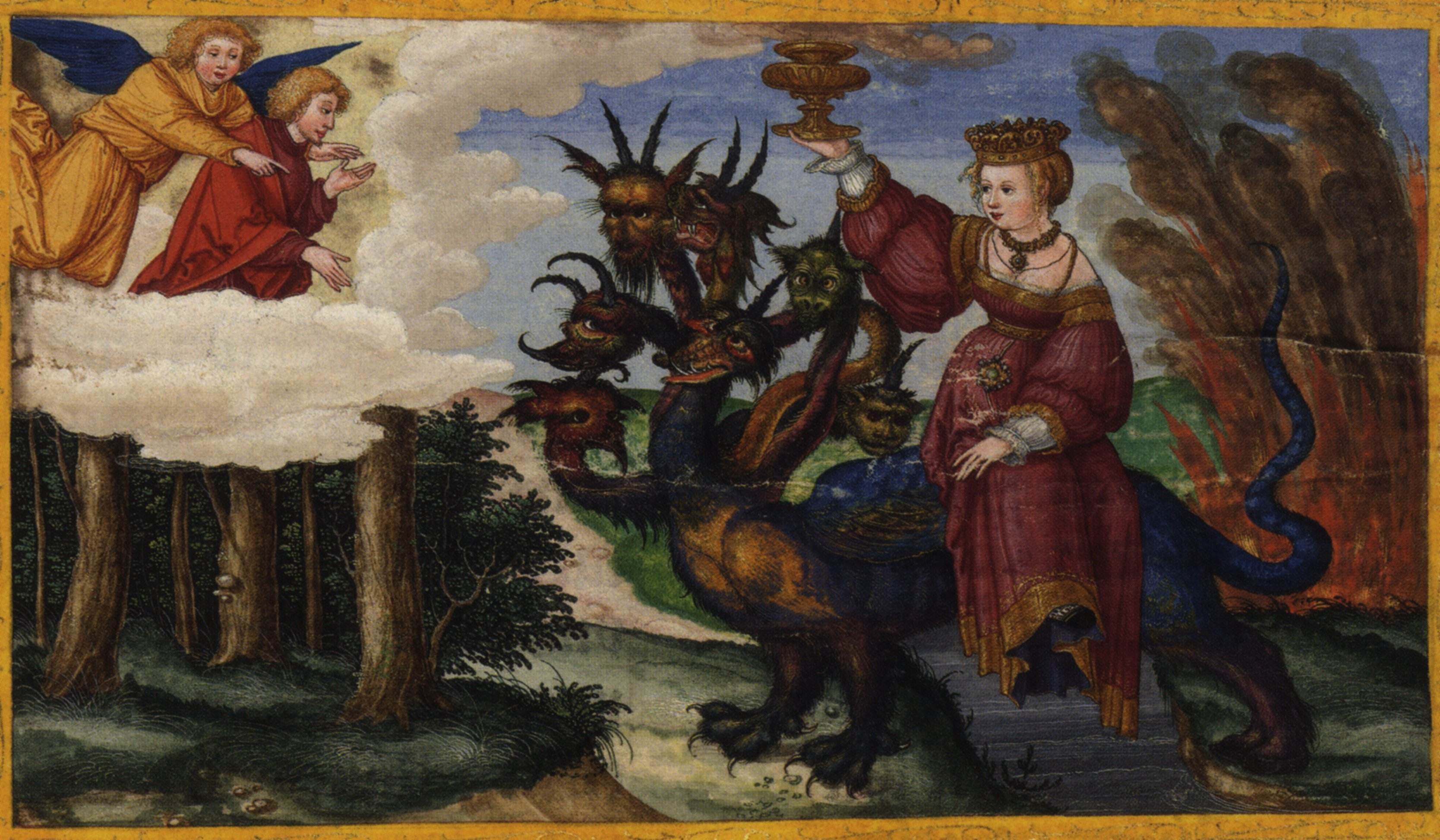
Die Hure Babylon, Darstellung in der Ottheinrich-Bibel um 1530–32, Offenbarung 17, 1-18

Sein tatsächliches Verhalten erscheint jedoch als widersprüchlich. Trotz seines deutlichen inneren Abstandes zum Lebensstil seiner früheren Freunde („His own rhythm was different now“, dt.: „Sein Leben hatte jetzt einen anderen Rhythmus“, S. 49) zeigt er sich immer wieder empfänglich für die Reize der Vergangenheit. Einerseits weist er das Angebot einer Prostituierten im Vergnügungsviertel Montmartre zurück und fühlt sich, wie Schunck schreibt, „auch insgesamt von Paris als der Hure Babylons abgestoßen“, deren grelle abendliche Lichtreklamen („fire-red, gas-blue, ghost-green“, dt.: „glutrot, gasblau, gespenstisch grün“, S. 38) sowohl „moralischen Sumpf als auch mythisches Höllenfeuer“ suggerieren; andererseits fasziniert ihn immer wieder der königliche Charme der Stadt, wie seine nostalgisch verklärten Assoziationen von Pracht oder Herrschaft zeigen (vgl. Text S. 38 f.). So nimmt er z. B. die Autohupen vor der Oper als „trumpets of the Second Empire“ (dt. „Fanfaren des Zweiten Kaiserreichs“, S. 39) wahr und stellt sich und seine Freunde als unfehlbare Könige vor („We were sort of royalty, almost infallible, with a sort of magic around us“, S. 41).
Ebenso deutlich und äußerst folgenschwer äußert sich seine nicht vollständig vollgezogene Ablösung von der Vergangenheit auch gegenüber seinem früheren Trinkkumpanen Duncan, einem der beiden „Geister der Vergangenheit“ („ghosts out of the past“, S. 48), die am Ende seinen Traum von einer glücklichen Zukunft scheitern lassen. Obwohl ihm die Wiederbegegnung unangenehm ist („an unwelcome encounter“, S. 49), kann er nicht verhindern, dass Duncan die Adresse seines Schwagers in Erfahrung bringt.
Im Verlauf der Erzählung werden Charlie Wales‘ nostalgische Verklärungen mehr und mehr durch seine Erinnerungen an die moralische Korruption und die ungemein kindliche Verschwendungssucht bzw. Zerstreuung („vice and waste ... utterly childish ... meaning of the word ”dissipate“ ... wildly squandered“, S. 44 f.) verdrängt, die sich im Hinblick auf sein eigenes Fehlverhalten seiner Ehefrau gegenüber zu einem schuldbeladenen Alptraum verdichten.
In der Auseinandersetzung mit Marion Peters auf dem Höhepunkt der Erzählung in Abschnitt III werden die zuvor ins Unbewusste verdrängten Verfehlungen Charlie Wales‘ in einem äußerst schmerzhaften shock of recognition wieder in sein Bewusstsein geholt: „An electric current of agony surged through him“ (dt.: „Es traf ihn wie ein tödlicher elektrischer Schlag“, S. 57). Nicht äußere Umstände wie der Börsencrash sind für sein Schicksal verantwortlich, sondern sein eigener verantwortungsloser Lebensstil. Die Geister der Vergangenheit tauchen nicht zufällig auf, wie Schunck in seiner Deutung schreibt, sondern sind die „Verkörperungen uneingestandener Schuld an Helens Krankheit und Tod“.
In der Erinnerung an das von ihm mit verursachte tragische Schicksal Helens nehmen die Metaphern von Kälte, Weiß und Schnee, die bereits eingangs anklingen, einen auffällig breiten Raum ein (vgl. Text S. 59–70); Wales wird schließlich bewusst, dass er sich von vergangenen Fehlern nicht einfach freikaufen und diese ohne tatsächliche Sühne ungeschehen machen kann; seine einstudierte attitude of the reformed sinner (dt.: „geläuterter Anstrich des reuigen Sünders“, S. 53) reicht nicht aus, um seine Tochter zurückzugewinnen. Sein Versuch, sich Honoria gegenüber als würdig zu erweisen, scheitert zwangsläufig, solange er sich in seinem Denken und Verhalten immer noch als „egozentrisch, selbstsüchtig und damit nach wie vor verantwortungslos bestätigt“ und die noch bestehende innere Bindung an seine Vergangenheit nicht völlig aufgeben kann.
Es bleibt ihm am Ende der Geschichte einzig die in der Sekundärliteratur unterschiedlich gedeutete, möglicherweise illusionäre Hoffnung: „Eines Tages würde er wiederkommen; sie konnten ihn das nicht ewig entgelten lassen.“
Die Metaphorik des letzten Erzählabschnittes verdeutlicht Schunck zufolge, dass „Einsamkeit die existentielle Situation seiner Zukunft sein wird“. Helen ist für ihn nur noch als eine Art Traumgestalt greifbar, die in einem weißen Gewand gekleidet auf einer Schaukel sitzt und sich in einer immer schneller werdenden Pendelbewegung weiter und weiter in die Vergangenheit zurückzieht (Text S. 59 f.). Auch Honoria erscheint ihm in einer analogen Schaukelmetapher gleichermaßen als zunehmend wirklichkeitsentrückt (Text S. 67); der zwischenzeitliche Optimismus und die Hoffnung auf ein glückliches Familienleben haben sich verflüchtigt. Die Frage, ob es ihm irgendwann in der Zukunft dennoch gelingen könnte, Honoria wieder zurückzugewinnen, lässt sich am Ende der Geschichte nicht eindeutig beantworten.

## Autobiografische Bezüge
Babylon Revisited beschränkt sich zwar keinesfalls auf eine autobiografisch motivierte Ausgestaltung von Fitzgeralds Ehe- oder Familienproblemen und stellt ebenso wenig nur eine Art Chronik des Zeitalters dar, dem er mit seiner Kurzgeschichtensammlung Tales of the Jazz Age (1922) seinen Namen verliehen hatte. Dennoch lassen sich Bezüge zu Fitzgeralds eigener persönlicher und zeitgeschichtlicher Biografie herstellen.
Nach dem Studium in Princeton heiratete der auf exklusiven Privatschulen an der Ostküste erzogene Schriftsteller die ebenso schöne wie extravagante Zelda Sayre, der er mit den beachtlichen Honorareinnahmen aus seinen frühen Kurzgeschichten in den 20er Jahren ein verschwenderisches Leben u. a. in Paris, New York und Hollywood bieten konnte, wie es zu der damaligen Zeit für viele plötzlich reich gewordene Amerikaner üblich war. Die 30er Jahre stellten dagegen nicht nur national die Zeit der Great Depression dar, sondern brachten gleichermaßen für Fitzgerald zahlreiche persönliche Tiefschläge. Nach einem Nervenzusammenbruch verbrachte seine Frau Zelda den Rest ihres Lebens in psychiatrischen Einrichtungen, während Fitzgerald selber mehr und mehr dem Alkoholismus erlag. 
In dieser Hinsicht finden sich verschiedene Parallelen zwischen der geistigen Umnachtung Zeldas und der Erkrankung sowie dem physischen Tod der Erzählfigur Helen Wales. Ebenso lassen sich Übereinstimmungen finden zwischen der 1930 neun Jahre alten Honoria und Fitzgeralds eigener Tochter Scottie. In gleicher Weise wie Charles Wales in der Kurzgeschichte litt F. Scott Fitzgerald selber an Schuldgefühlen aufgrund des Auseinanderbrechens seiner Familie. 
Fitzgerald stammt aus einer katholischen Herkunftsfamilie und wurde katholisch erzogen; Babylon Revisited enthält dementsprechend, wie Hagopian in seiner Analyse aufzeigt, zahlreiche Verweise auf katholische Beicht- oder Bußsakramente; so bereut Charlie Wales „seine Sünden in Babylon“, der Verweis auf the Café of Heaven and the Café of Hell (S. 44, dt.: „das Himmels- und das Höllencafé“) spielt im Sinne des katholischen Glaubens auf das Fegefeuer als symbolischem Ort der Läuterung an.
In Babylon Revisited drückt sich dementsprechend auch die mit der persönlichen Krise um 1930 beginnende Erforschung seines Gewissens durch Fitzgerald aus; es spricht durchaus einiges dafür, dass er den von ihm lange angezweifelten und während des Jazz Age vollständig aufgegebenen katholischen Glauben aus seiner Jugend zumindest vorübergehend wieder als Grundlage für sein eigenes moralisches Urteilen nutzt.

## Bezüge zu amerikanischen Wertvorstellungen
In Babylon Revisited gestaltet der Autor nicht nur eine rein individuelle Erfahrung, die durch sein persönliches Schicksal als Angehöriger seiner Generation in einer bestimmten historischen Situation geprägt ist. Anknüpfend an eine seit Hawthorne, Melville und Henry James in der amerikanischen Literatur bestehende Tradition, in der Europa zum Schauplatz von Problemen oder Konflikten wird, die vorrangig Amerika allein betreffen, geht es Fitzgerald in seiner Erzählung thematisch in gleicher Weise um die kritische Auseinandersetzung mit Amerika sowie dessen tragenden Werten oder Haltungen.
Zwar sind die Charaktere in Babylon Revisited durch den europäischen Schauplatz zunächst einmal von der amerikanischen Gesellschaft isoliert; dennoch repräsentieren sie zentrale amerikanische Einstellungen oder Normen, die Kruse zufolge zu einem „Spiegelbild nationaler Konflikte und Probleme“ werden, wie sie sich Fitzgerald „unmittelbar nach dem spektakulären Ende des Jazz Age darbieten“.
Auffälligerweise spielt Lincoln Peters, der durch seinen Namen sowie durch sein Verhalten grundlegende traditionelle amerikanische Werte in positiver Form verkörpert, im Rahmen der Handlung nur eine relativ unbedeutende Rolle. Demgegenüber wird das Geschehen wie auch das dargestellte Familienleben dominiert von seiner Frau Marion, die „einst eine gewisse amerikanische Frische und Hübschheit besessen hatte“ („who had once possessed a fresh American loveliness“, S. 41), nun jedoch „die Ideale des Puritanismus und einer puritanischen Lebensweise“ in völlig überzogener Weise verwirklicht.
Ihre Beschreibung in der Erzählung lässt sie gleichsam als „pathologischen Fall“ erscheinen; so heißt es u. a. von ihr: „[T]he discouragement of ill health and adverse cirumstances made it necessary for her to believe in tangible villainy and a tangible villain“ (S. 57, dt. etwa: „Von Krankheit und anderen widrigen Lebensumständen niedergedrückt nahm ihre Zwangsvorstellung von der Gemeinheit der Welt geradezu persönliche Gestalt an“). Bezogen auf die amerikanische Gesellschaft bedeutet dies, dass der Puritanismus im Verlaufe der historischen Entwicklung pervertiert worden ist und der moralische Rigorismus seine Kraft und Nützlichkeit als sinngebende sittliche Norm verloren hat.
Allerdings hat sich nicht nur die durch Marion Peters verkörperte traditionelle amerikanische Haltung, die auf Ordnung, Beständigkeit und Sesshaftigkeit bedachte war, von ihren ursprünglichen Inhalten und Zielvorstellungen entfernt; in gleicher Weise erfährt in Babylon Revisited auch die auf Mobilität und Liberalität ausgerichtete gegenläufige amerikanische Tradition ihre Pervertierung durch Charles Wales. Wales, der eigenem Bekunden nach 10 Jahre hart gearbeitet hat (S. 56), sagt sich seinerseits von dem im Puritanismus begründeten Arbeitsethos los, als er durch eine Glückssträhne bei seinen Börsenspekulationen zu plötzlichem Reichtum kommt.(S. 56). Das Ausmaß seiner materialistischen Pervertierung der ursprünglichen Werte wird bezeichnenderweise mit Hilfe einer durch Börse und Finanzwelt bestimmten Metaphorik verdeutlicht, die sich im letzten Abschnitt der Kurzgeschichte symbolisch verdichtet: „... the snow of twenty-nine wasn‘t real snow. If you didn‘t want it to be snow, you just paid some money“ (S. 70, dt.: „... der Schnee von 1929 war ja kein richtiger Schnee. Mit etwas Geld war es schon zu machen, dass Schnee kein Schnee mehr war, wenn es einem nicht passte“).
Marion Peters und Charles Wales werden so auf allegorischer Ebene zu Gegenspielern als Repräsentanten weiter amerikanischer Kreise; in ihrer Konfrontation dramatisiert Fitzgerald den Konflikt zweier entgegengesetzter Kräfte bzw. Extreme in der amerikanischen Gesellschaft, die für ihn beide eine Bedrohung des American Dream darstellen. Die Perversion beider Haltungen ist dabei gegenseitig bedingt: der strenge Puritanismus endet in materialistischem Hedonismus, der wiederum zu übermäßig strengem Moralismus führt. 
Eine Lösung dieses Konfliktes deutet Fitzgerald mit der ausgleichenden, vermittelnden Funktion des Lincoln Peters an; eine Versöhnung der Extreme wäre für ihn nur durch eine Rückbesinnung auf die ursprünglichen, im Verlaufe der Geschichte degenerierten bzw. korrumpierten Werte und Haltungen möglich.

## Wirkungsgeschichte
Aus heutiger literaturwissenschaftlicher Sicht wird Babylon Revisited zu den Short Stories gezählt, die Bestand haben und damit dem Autor, der gleichrangig neben Schriftstellern wie Hemingway, Faulkner oder Katherine Anne Porter als bedeutender Vertreter der amerikanischen Kurzgeschichte genannt wird, einen bleibenden Platz in der Literaturgeschichte zu sichern scheinen. Diese Einschätzung spiegelt sich auch in dem nahezu einhelligen Urteil der Kritik, Babylon Revisited sei „probably the finest of all his short stories“ (dt.: „wahrscheinlich die schönste seiner Kurzgeschichten“). Dennoch war Fitzgerald als Romanschriftsteller wie auch Verfasser von Kurzgeschichten zum Zeitpunkt seines Todes 1940 fast vollständig in Vergessenheit geraten; erst in den 50er Jahren setzte wieder eine intensivere literaturkritische Beschäftigung mit seinem Werk ein.
Als der „Historiker des Jazz Age“ ist Fitzgerald dennoch weit davon entfernt, rein chronistisch die Sitten und Gebräuche seiner Generation darzustellen; nach seinem eigenen Anspruch versteht er sich vielmehr als „moralist at heart“ (dt.: „im Grunde ein Moralist“). Trotz aller literaturgeschichtlich bedingten Unterschiede ist so beispielsweise eine grundsätzliche Ähnlichkeit zwischen der Figur der Honoria in Babylon Revisited und der Pearl in Hawthornes The Scarlet Letter erkennbar.
Babylon Revisited thematisiert zugleich eine Variante der Verlorenheit der Lost Generation. Ungeachtet der nicht zu übersehenden Unterschiede zwischen Fitzgerald und Hemingway, die sich während ihres selbstgewählten Exils in dem literarischen Salon Gertrude Steins in Paris kennenlernten und anfreundeten, sind beide Autoren in ihrer eher tragisch-pessimistischen Weltsicht verwandt. Wie Frederic Henry in A Farewell to Arms ist Charlie Wales am Ende von Babylon Revisited in ähnlicher Weise einsam und verlassen; auch er hat seine Frau und Tochter verloren. Im Schlussteil von Babylon Revisited zeigt Charlie Wales eine dem Hemingwayschen Code-Helden entsprechende Selbstdisziplin; er leidet, ohne sich zu beklagen oder seinen Gefühlen lautstark Ausdruck zu verleihen.
Im Gegensatz zu der charakteristischen „syntaktischen Einfachheit“ in Hemingways Prosa zeichnet sich Fitzgeralds Kurzgeschichte allerdings eher durch eine „sprachmusikalische Eleganz“ aus.

## Adaptionen
Die Handlung der 1954 unter der Regie von Richard Brooks produzierten Filmromanze Damals in Paris (englischer Originaltitel: The Last Time I saw Paris) mit Elizabeth Taylor, Van Johnson, Walter Pidgeon und Donna Reed in den Hauptrollen beruht auf der Vorlage von Babylon Revisited.
1995 ist eine Audiofassung mit Dietmar Mues als Vorleser und anderen Sprechern bei Solo entstanden.

## Sekundärliteratur
- John V. Hagopian: Fitzgerald, F. Scott - Babylon Revisited. In: John V. Hagopian, Martin Dolch (Hrsg.): Insight I · Analyses of American Literature, Hirschgraben Verlag Frankfurt a. M. 1971, S. 60–64.
- Horst Kruse: F. Scott Fitzgerald · Babylon Revisited. In: Karl Heinz Göller u. a. (Hrsg.): Die amerikanische Kurzgeschichte. August Bagel Verlag, Düsseldorf 1972, ISBN 3-513-02212-3, S. 225–234.
- Ferdinand Schunck: F. Scott Fitzgerald:  Babylon Revisited. In: Michael Hanke (Hrsg.): Interpretationen · Amerikanische Short Stories des 20. Jahrhunderts. Reclam jun. Verlag, Stuttgart 1998, ISBN 3-15-017506-2, S. 44–52.